# Női kormányos nélküli kettes evezés a 2012. évi nyári olimpiai játékokon
A 2012. évi nyári olimpiai játékokon evezésben a női kormányos nélküli kettes versenyszámot július 28. és augusztus 1. között rendezték Eton Dorney-ben. A versenyt a Helen Glover, Heather Stanning összeállítású brit hajó nyerte az ausztrál és az új-zélandi egység előtt.

## Versenynaptár
Az időpontok helyi idő szerint, zárójelben magyar idő szerint olvashatóak.
| Dátum                      | Időpont       | Forduló       |
| -------------------------- | ------------- | ------------- |
| 2012. július 28., szombat  | 9:30 (10:30)  | Előfutamok    |
| 2012. július 30., hétfő    | 9:30 (10:30)  | Reményfutamok |
| 2012. augusztus 3., péntek | 10:10 (11:10) | Döntő         |

## Rekordok
A verseny előtt a következő rekordok voltak érvényben:
| Világrekord     | Georgeta Andrunache, Viorica Susnau (ROU) | 06:53.80 | Sevilla, Spanyolország             | 2002. szeptember 21. |
| Olimpiai rekord | Kate Slatter, Meagan Still (AUS)          | 07.01.39 | Atlanta, Amerikai Egyesült Államok | 1996. július 27.     |

A versenyen új rekord született (az első előfutamban):
| Olimpiai rekord | Helen Glover, Heather Stanning (GBR) | 6:57.29 | London, Egyesült Királyság | 2012. július 30. |

## Eredmények
Az idők másodpercben értendők. A rövidítések jelentése a következő:
- QA: Az A-döntőbe jutás helyezés alapján
- QB: A B-döntőbe jutás helyezés alapján

### Előfutamok
Két előfutamot rendezték, öt-öt részvevővel. Az első két helyezett bejutott az A-döntőbe, a többiek a reményfutamba kerültek.
| Helyezés | Nemzet                                                        | Idő      | Mj       |
| 1. futam | 1. futam                                                      | 1. futam | 1. futam |
| -------- | ------------------------------------------------------------- | -------- | -------- |
| 1.       | Nagy-Britannia (GBR) · Helen Glover, Heather Stanning         | 6:57,29  | QA       |
| 2.       | Egyesült Államok (USA) · Sara Hendershot, Sarah Zelenka       | 6:59,29  | QA       |
| 3.       | Románia (ROU) · Andrunache Georgia, Viorica Susnau            | 7:05,39  |          |
| 4.       | Németország (GER) · Kerstin Hartmann, Marlene Sinnig          | 7:10,28  |          |
| 5.       | Argentína (ARG) · Maria Laura Abalo, Gabriela Best            | 7:12,17  |          |
| 2. futam |                                                               |          |          |
| 1.       | Ausztrália (AUS) · Kate Hornsey, Sarah Tait                   | 7:01,60  | QA       |
| 2.       | Új-Zéland (NZL) · Juliette Haigh, Rebecca Scown               | 7:06,93  | QA       |
| 3.       | Kína (CHN) · Csang Jage, Kao Julan                            | 7:13,38  |          |
| 4.       | Dél-afrikai Köztársaság (RSA) · Naydene Smith, Lee-Ann Persee | 7:14,31  |          |
| 5.       | Olaszország (ITA) · Claudia Wurzel, Sara Bertolasi            | 7:21,44  |          |

### Reményfutam
Egy reményfutamot rendeztek, hat résztvevővel. Az első két helyezett bejutott az A-döntőbe, a többiek a B-döntőbe kerültek.
| Helyezés | Nemzet                                                        | Idő     | Mj |
| -------- | ------------------------------------------------------------- | ------- | -- |
| 1.       | Románia (ROU) · Andrunache Georgia, Viorica Susnau            | 7:08,42 | QA |
| 2.       | Németország (GER) · Kerstin Hartmann, Marlene Sinnig          | 7:10,42 | QA |
| 3.       | Kína (CHN) · Csang Jage, Kao Julan                            | 7:15,18 |    |
| 4.       | Olaszország (ITA) · Claudia Wurzel, Sara Bertolasi            | 7:18,14 |    |
| 5.       | Dél-afrikai Köztársaság (RSA) · Naydene Smith, Lee-Ann Persee | 7:18,96 |    |
| 6.       | Argentína (ARG) · Maria Laura Abalo, Gabriela Best            | 7:20,94 |    |

### Döntők

#### B-döntő
A B-döntőt négy egységgel rendezték, a reményfutam 3-6. helyezettjeivel.
| Helyezés (Összesített) | Nemzet                                                        | Idő     |
| ---------------------- | ------------------------------------------------------------- | ------- |
| 1. (7.)                | Kína (CHN) · Csang Jage, Kao Julan                            | 7:55,18 |
| 2. (8.)                | Dél-afrikai Köztársaság (RSA) · Naydene Smith, Lee-Ann Persee | 7:56,40 |
| 3. (9.)                | Argentína (ARG) · Maria Laura Abalo, Gabriela Best            | 8:03,53 |
| 4. (10.)               | Olaszország (ITA) · Claudia Wurzel, Sara Bertolasi            | 8:06,14 |

#### A-döntő
Az A-döntőt hat egységgel rendezték, az előfutamok és a reményfutam 1-2. helyezettjeivel.
| Helyezés | Nemzet                                                  | Idő     |
| -------- | ------------------------------------------------------- | ------- |
| Arany    | Nagy-Britannia (GBR) · Helen Glover, Heather Stanning   | 7:27,13 |
| Ezüst    | Ausztrália (AUS) · Kate Hornsey, Sarah Tait             | 7:29,86 |
| Bronz    | Új-Zéland (NZL) · Juliette Haigh, Rebecca Scown         | 7:30,19 |
| 4.       | Egyesült Államok (USA) · Sara Hendershot, Sarah Zelenka | 7:30,39 |
| 5.       | Románia (ROU) · Andrunache Georgia, Viorica Susnau      | 7:37,67 |
| 6.       | Németország (GER) · Kerstin Hartmann, Marlene Sinnig    | 7:42,06 |